# Ust´-Katawskij Wagonostroitielnyj Zawod
UKWZ – Ust’ Katawska Fabryka Wagonów im. S. M. Kirowa (Усть-Катавский вагоностроительный завод имени С. М. Кирова (УКВЗ)) w rosyjskim mieście Ust'-Kataw.
UKWZ to rosyjski producent tramwajów. Fabrykę założono w 1758 na terenie huty. Tramwaje produkuje od 1901. W 1960 stworzono zakładowe biuro projektowe w którym opracowywano projekty nowych tramwajów. Obecnie fabryka produkuje wagony KTM-19 i KTM-23. W Ust'-Katawskiej Fabryce Wagonów produkowano seryjnie następujące typy tramwajów:
- X/M
- KTM/KTP-1(inne języki)
- KTM/KTP-2
- KTM-5
- KTM-8
- KTM/KTP-11
- KTM-15
- KTM-19
- KTM-23
- KTM-31

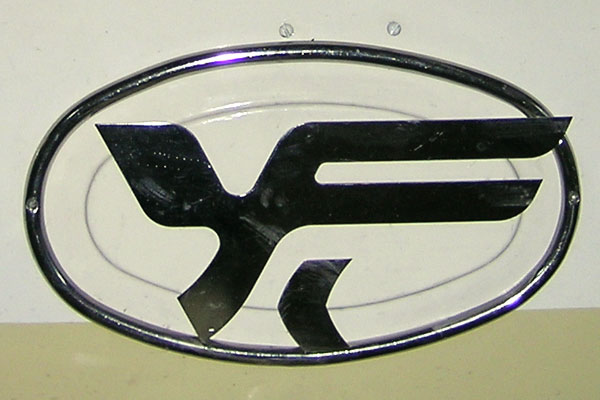
Godło UKWZ

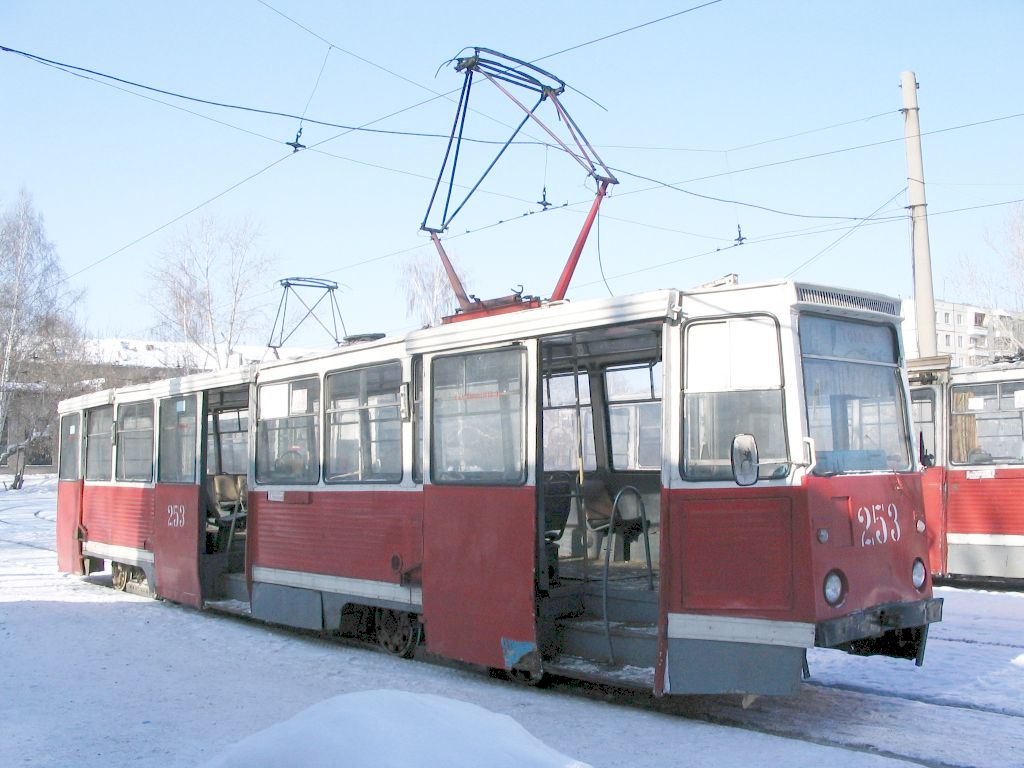
Tramwaj KTM-5 najliczniejsza seria tramwajów z fabryki UKWZ

Tramwaje wyprodukowane jako prototypy:
- KTM/KTP-3(inne języki)
- KTM-6(inne języki)
- KTM-9
- KTM-16(inne języki)
- KTM-17
- KTM-21
- KTM-30

Tramwaje w które powstały tylko jako projekty:
- KTM-4
- KTM-7
- KTM-10
- KTM-12
- KTM-13
- KTM-14
- KTM-18
- KTM-20
- KTM-22

Obecnie w budowie znajdują się:
- KTM-24(inne języki)